# António Maria Baptista
António Maria Baptista, (Beja, 5 janvier 1866 - Lisbonne 6 juin 1920; ɐtɔniu mɐɾiɐ batiʃtɐ est un officier militaire et homme d'État portugais. 

## Biographie
Quand il est lieutenant, il combat au Mozambique, pendant les guerres de pacification contre les Vátuas, dirigés par Gungunhana. Il est promu au grade de colonel en 1917. Il combat l'insurrection monarchiste de 1919, et est nommé ministre de la guerre la même année. Lui, alors, se distingue au cours d'une série de grèves violentes, et un an plus tard est nommé Président du ministère, le 8 mars 1920. Il est décédé pendant son mandat soudainement, après une Réunion du conseil des ministres, le 6 juin 1920. Il est promu général à titre posthume et décoré de la Grand-Croix de l'Ordre de la Tour et de l'Epée (Ordem da Torre e Espada).